# ازنهری
ازنهری، روستایی از توابع بخش زرین‌دشت شهرستان نهاوند در استان همدان ایران است.

## جمعیت
این روستا در دهستان گرین قرار دارد و براساس سرشماری مرکز آمار ایران در سال ۱۳۹۵، جمعیت آن ۹۵۹ نفر (۳۰۰خانوار) بوده‌است.